# Ak Chin
Ak Chin – jednostka osadnicza w Stanach Zjednoczonych, w stanie Arizona, w hrabstwie Pima.

## Historia
Wcześniej nazywała się San Serafin. Od 12 października 1989 roku ta jednostka osadnicza nosi nazwę Ak Chin. Dwukrotnie pisownia obecnej nazwy ulegała zmianie. Najpierw pisano ją „Aktjin”, a później „Akchin”.

## Geografia
Ak Chin leży w stanie Arizona, w hrabstwie Pima i znajduje się na wysokości 565 metrów n.p.m.

## Demografia
W 2010 roku Ak Chin po raz pierwszy pojawiło się w spisie powszechnym USA i wyznaczone na potrzeby spisu ludności. Według spisu ludności z 2010 roku w Ak Chin mieszkało 30 mieszkańców.